# Muhammed Sinwar
Mohammed Ibrahim Hassan al-Sinwar (àrab: محمد إبراهيم حسن السنوار, Muḥammad Ibrāhīm Ḥasan as-Sinwār; Khan Yunis,16 de setembre de 1975 -  Gaza, 13 de maig de 2025) va ser un polític i militant palestí. Es va convertir en el tercer líder de Hamàs a la Franja de Gaza, després de l'assassinat del seu germà, Yahya Sinwar, l'octubre de 2024. També va exercir com a setè comandant de les Brigades Izz al-Din al-Qassam des del juliol de 2024. Va ocupar ambdós càrrecs fins que va ser assassinat per les Forces de Defensa d'Israel (FDI) el maig de 2025.
Nascut al camp de refugiats de Khan Yunis, Sinwar va passar diversos anys a les presons de l'Autoritat Israeliana i Palestina a la dècada de 1990 i es va convertir en el líder de la Brigada Khan Yunis de Hamàs el 2005. Israel va fer diversos intents d'assassinar-lo, l'últim dels quals va aconseguir el seu objectiu.

## Biografia
Mohammed Ibrahim Hassan Sinwar va néixer al camp de refugiats de Khan Yunis el 16 de setembre de 1975. La família de Sinwar va fugir d'Al-Majdal Asqalan (Ascaló) durant la Guerra arabo-israeliana de 1948.

### Lider de Hamàs
Sinwar es va convertir en el comandant de les Brigades Al-Qassam després que Mohammed Deif fos assassinat el juliol de 2024. Més tard aquell mateix any, es va convertir en el líder general de facto del grup a Gaza després que el seu germà gran, Yahya Sinwar, fos assassinat per soldats israelians a l'octubre. Tot i que els funcionaris de Hamàs a Doha van establir un comitè de lideratge col·lectiu temporal, els militants de Gaza van decidir funcionar de manera independent sota el comandament de Sinwar.
Els funcionaris israelians el veien tan extremista com Yahya, però amb més experiència militar. Analistes israelians i àrabs el van qualificar com a un obstacle en les negociacions d'alto el foc, i Daniel Shapiro, l'exambaixador dels Estats Units a Israel, va afirmar que «hi ha poques possibilitats que la guerra pugui acabar abans que ell mori» i que «la seva destitució podria obrir la porta a l'alliberament de tots els ostatges i començar a avançar cap a un futur de postguerra per a Gaza sense Hamàs». Sinwar era conegut per oposar-se als compromisos amb Israel i estava en contra de qualsevol acord on Hamàs s'hagués de desmantellar i desarmar.

#### Estratègia
Sinwar va ser una figura central en els esforços de reclutament de Hamàs durant la guerra de Gaza. Tot i que Israel va matar milers de militants, la destrucció va animar molts palestins a unir-se al grup. La seva campanya de reclutament i el seu continu esforç bèl·lic van suposar un repte per a Israel, ja que van permetre al grup reconstruir-se més ràpidament del que les FDI podien destruir-lo, segons l'exgeneral de brigada de les FDI Amir Avivi. Sinwar també va reclutar membres a la Unitat Fletxa de Hamàs, que era responsable de mantenir l'ordre social a Gaza i reprimir el saqueig d'ajuda humanitària.
Reclutes sense experiència van participar en atacs amb fuga contra les forces israelianes sota el comandament de Sinwar, lluitant en petites cèl·lules i utilitzant armes de foc i míssils antitanc que no requereixen cap habilitat avançada. Als reclutes se'ls va prometre menjar i ajuda per a ells i les seves famílies. Els combatents de Hamàs també van utilitzar municions sense explotar llançades per Israel, particularment al nord de Gaza.